# Andersonia bifida
Andersonia bifida är en ljungväxtart som beskrevs av L. Watson. Andersonia bifida ingår i släktet Andersonia och familjen ljungväxter. Inga underarter finns listade i Catalogue of Life.